# 多叶杜鹃
多叶杜鹃（学名：Rhododendron bathyphyllum）为杜鹃花科杜鹃花属下的一个种。

## 扩展阅读
- 維基物種上的相關：多叶杜鹃